# Conector de audio analógico
El conector de audio analógico (plug en inglés para señalar al conector macho, o jack para señalar al conector hembra de este tipo) de señales analógicas se utiliza para conectar micrófonos, auriculares, altavoces y otros sistemas de señal analógica a dispositivos electrónicos, aunque sobre todo audio. 

Se utiliza un código de colores para distinguirlos: verde, celeste, rosa, gris, negro, calabaza.  

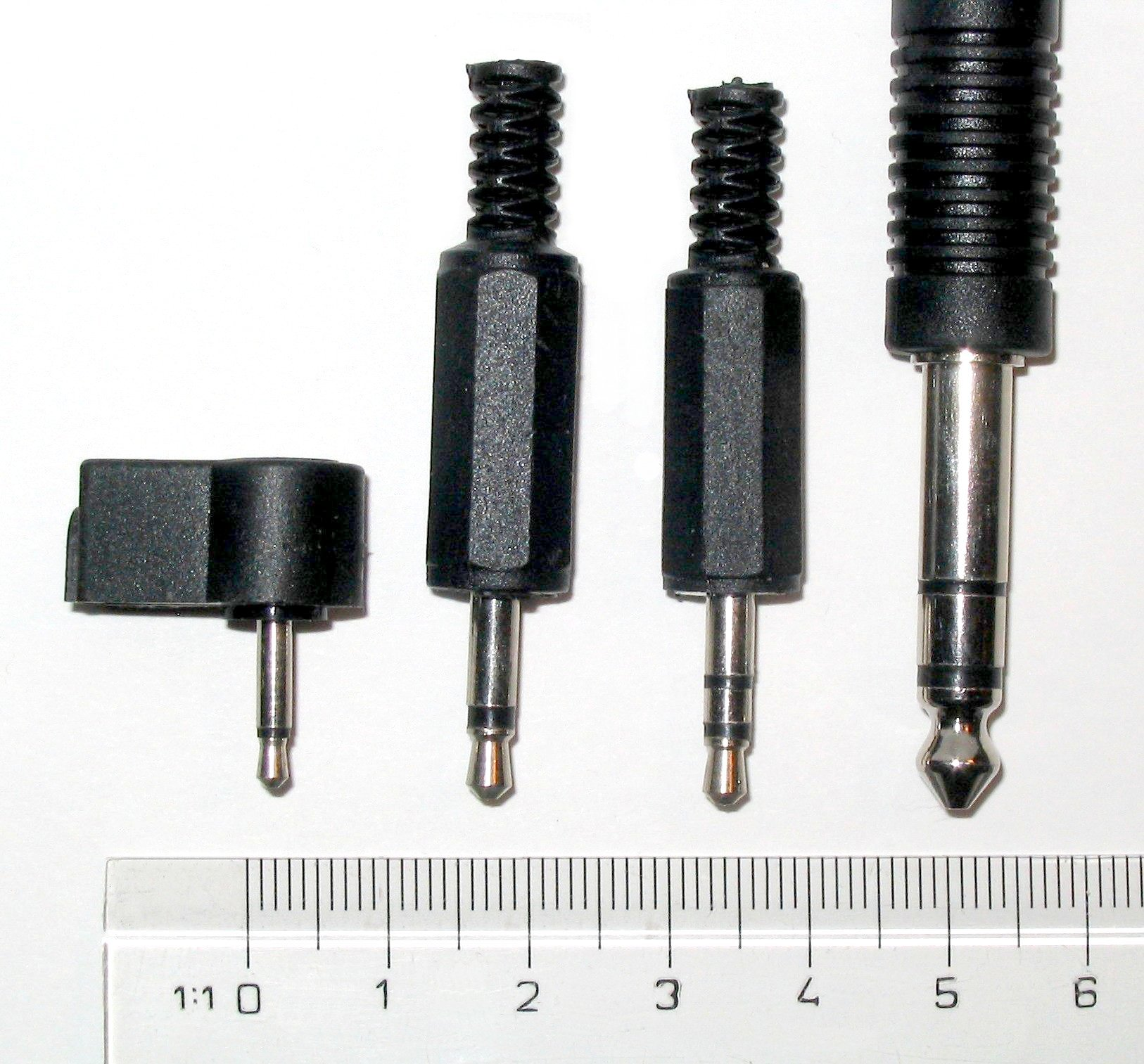
Conectores de audio (en este caso machos), de izquierda a derecha: monofónico de 2,5 mm; monofónico y estéreo de 3,5 mm; estéreo de 6,35 mm.

## Anillos CTIA
CTIA denomina a los distintos conectores según su tipología. Así, las siglas TS, TRS y TRRS, son el resultado de los diferentes conectores, según su construcción.
El conector TS (tip-sleeve, punta-funda), es de tipo desbalanceado, y no lleva anillo. El conector TRS (tip-ring-sleeve, punta-anillo-funda o manga), es de tipo balanceado.
En dispositivos móviles, el conector TRRS (tip-ring-ring-sleeve, punta-anillo-anillo-cuerpo), se usa para auriculares que incluyen micrófono (de ahí el anillo adicional para la prestación del micrófono). Es un conector de audio utilizado en numerosos dispositivos para la transmisión de sonido en formato analógico.

## Diámetros
Hay conectores de varios diámetros:
1. El conector original o full de 6,35 mm (¼″, es decir, un cuarto de pulgada). Año de aparición 1878, usado inicialmente por los operadores de telefonía para intercambios de líneas. Más tarde se usó para conexión de instrumentos musicales y micrófonos con amplificadores. En el sector profesional, los más populares son los de 6,3mm y en los altavoces profesionales suelen aparecer como MIC.
2. El miniaturizado o mini de 3,5 mm (aproximadamente ⅛″): es el tipo de conector más utilizado, usado para la salida de auriculares en dispositivos portátiles, como reproductores de mp3. Apareció en 1964 aunque su popularidad creció con la aparición la radio EFM-117J de Sony en 1979. Este diámetro de conector es también conocido informalmente como "minijack". Actualmente, desde el año 2016, hay una ligera tendencia a hacerlos desaparecer en los dispositivos móviles como en el Lenovo Moto Z y el iPhone 7.
3. El conector de 2,5 mm (aproximadamente 3/32″): es el jack menos utilizado, también en dispositivos pequeños.

Los tipo más habituales de adaptadores, son para conectar entre el conector full y el mini.

## Códigos de colores en PC para conectores de audio

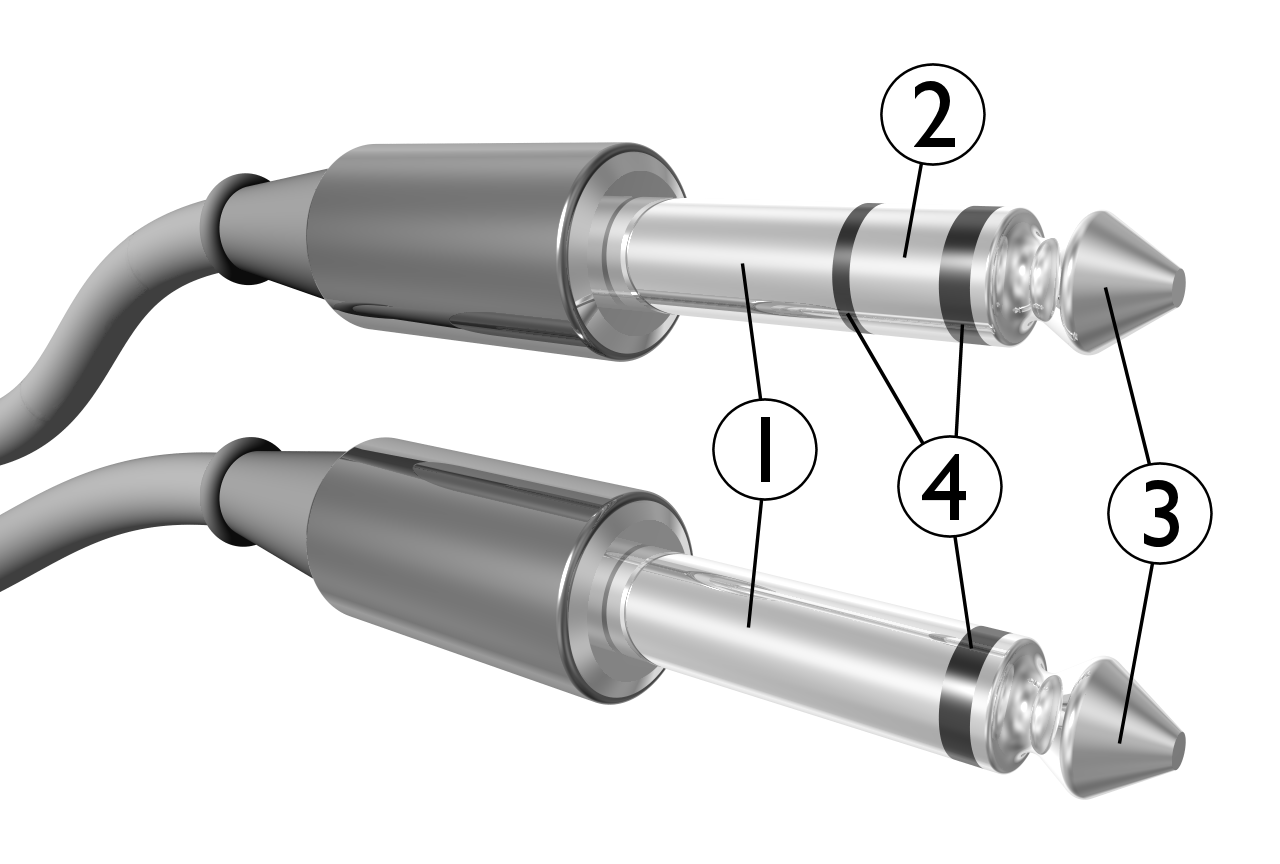
Conectores de audio de 6,35 mm: estéreo (arriba) y monofónico (abajo):
(1) cuerpo: tierra.
(2) aro: canal der. estéreo, negativo en mono balanceado, potencia en fuentes que requieren potencia en mono.
(3) punta: canal izq. estéreo, positivo en mono balanceado, línea de señal en mono no balanceado.
(4) anillos aislantes.

Son códigos estandarizados por Microsoft e Intel en 1999 para computadoras personales (PC) como parte de los estándares PC 99.
| Color    | Conector TS/TRS de 3,5 mm | Funciones                          |
| Verde    | TRS                       | salida de audio, canales frontales |
| Negro    | TRS                       | salida de audio, canales traseros  |
| Gris     | TRS                       | salida de audio, canales laterales |
| Calabaza | TRS                       | salida dual, centro y subwoofer    |
| Celeste  | TRS                       | entrada de audio, nivel de línea   |
| Rosa     | TS                        | entrada micrófono mono/estéreo     |

Las tarjetas de sonido de las computadoras comunes utilizan este tipo de conectores, siempre de tipo hembra, al que hay que conectar los altavoces u otros dispositivos por medio de un conector macho de 3,5 mm de diámetro. En el caso de las computadoras, como tienen varios conectores de este tipo, se utiliza un código de colores para distinguirlos:
- Verde: salida de línea estéreo para conectar altavoces o auriculares.
- Celeste: entrada de línea estéreo, para capturar sonido de cualquier fuente, excepto micrófonos.
- Rosa: entrada de audio, para conectar un micrófono.

Las computadoras dotadas de sistema de sonido envolvente 7.1 usan además estas conexiones:
- Gris: salida de línea para conectar los altavoces laterales.
- Negro: salida de línea para conectar los altavoces traseros.
- Calabaza: salida de línea para conectar el altavoz central o el subwoofer (subgrave).

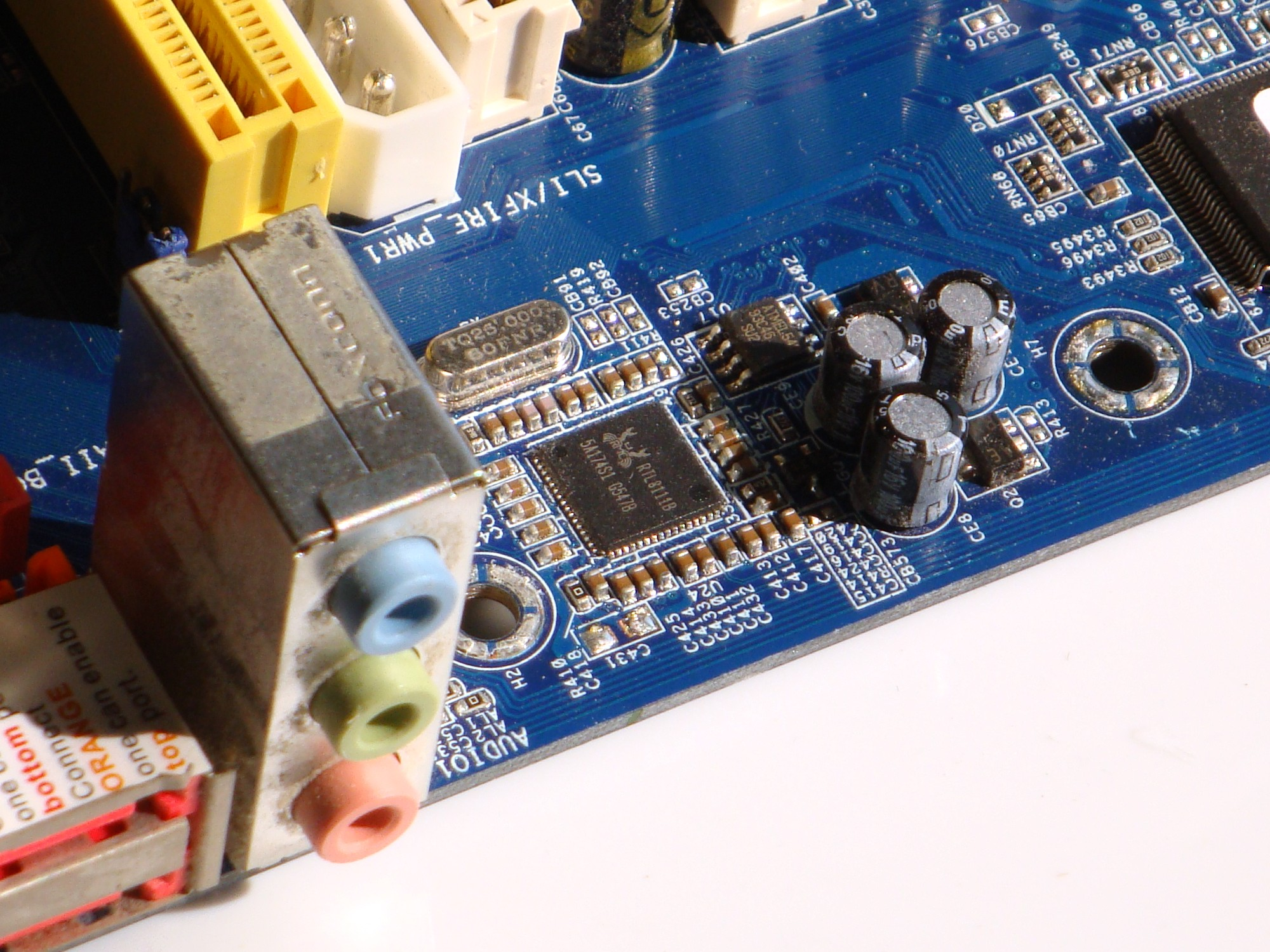
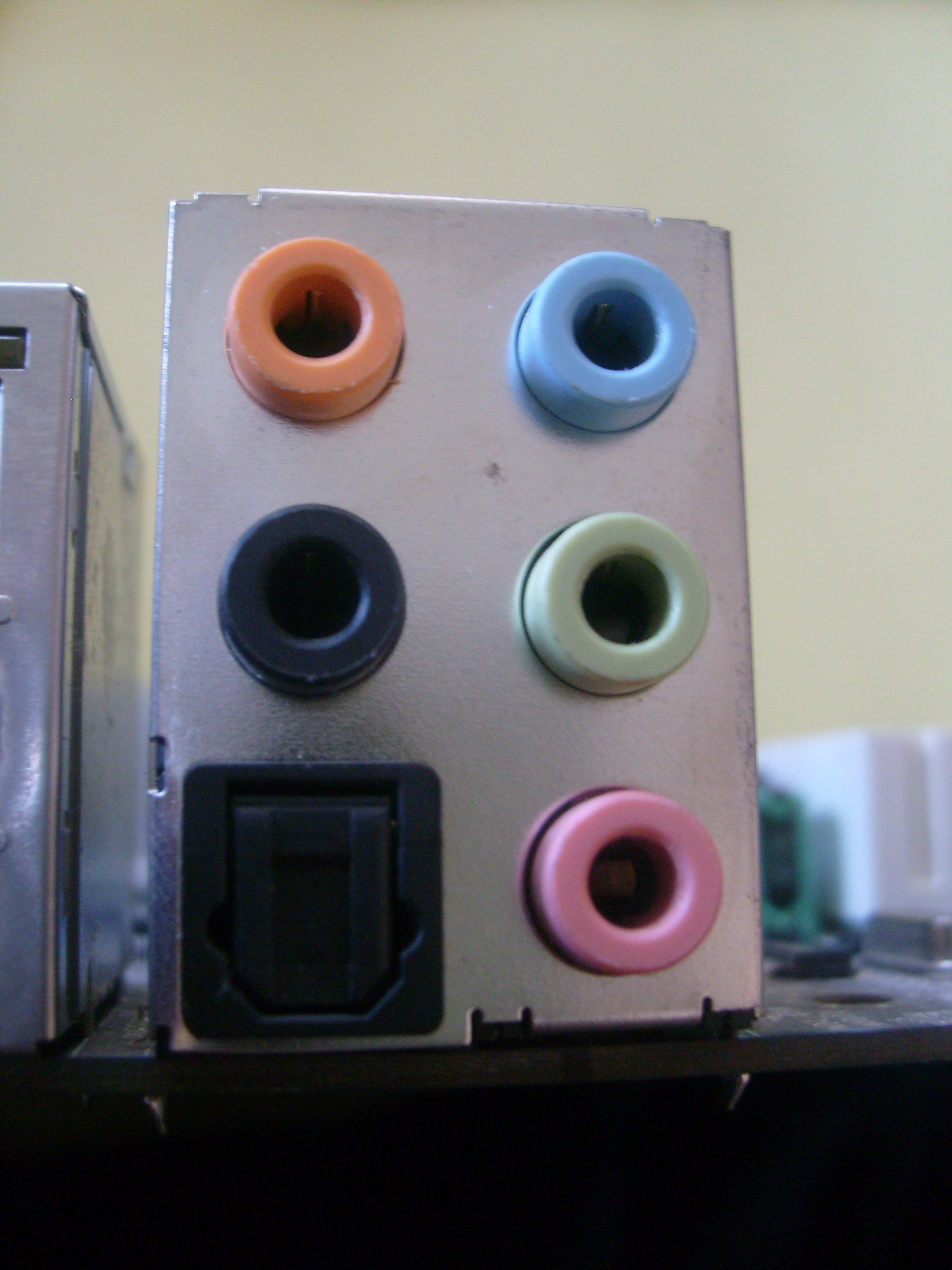
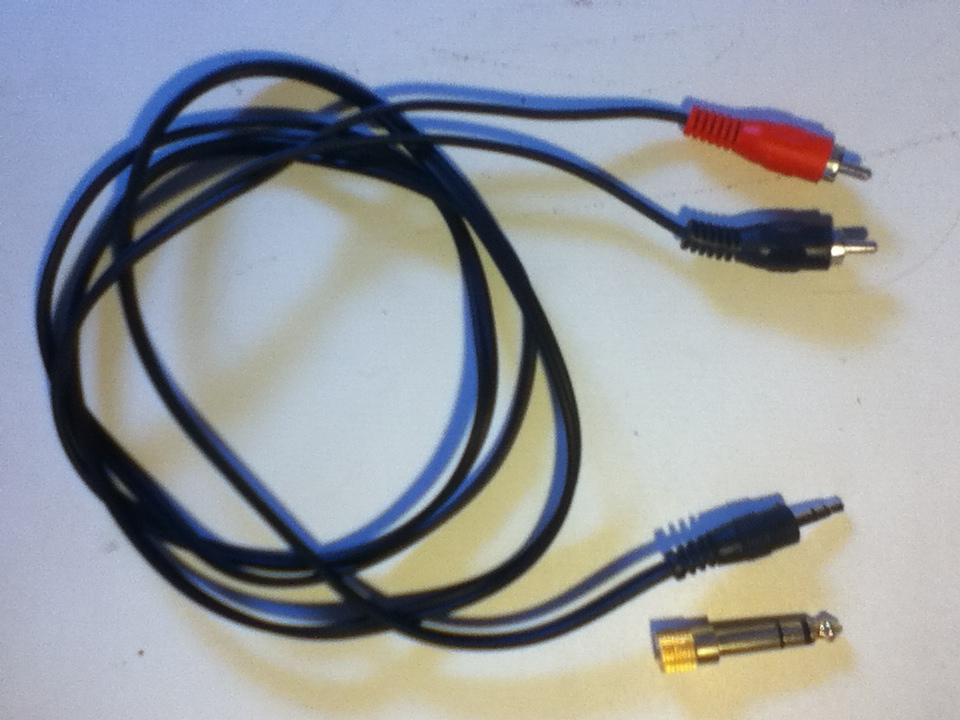
Adaptador RCA-minijack junto a adaptador minijack-fulljack estéreo.
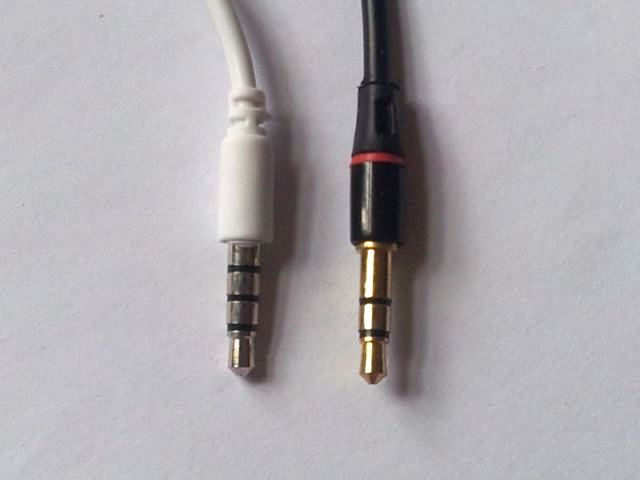
Macho blanco: estéreo + micrófono. macho negro: estéreo.